# Tomeš Kaše

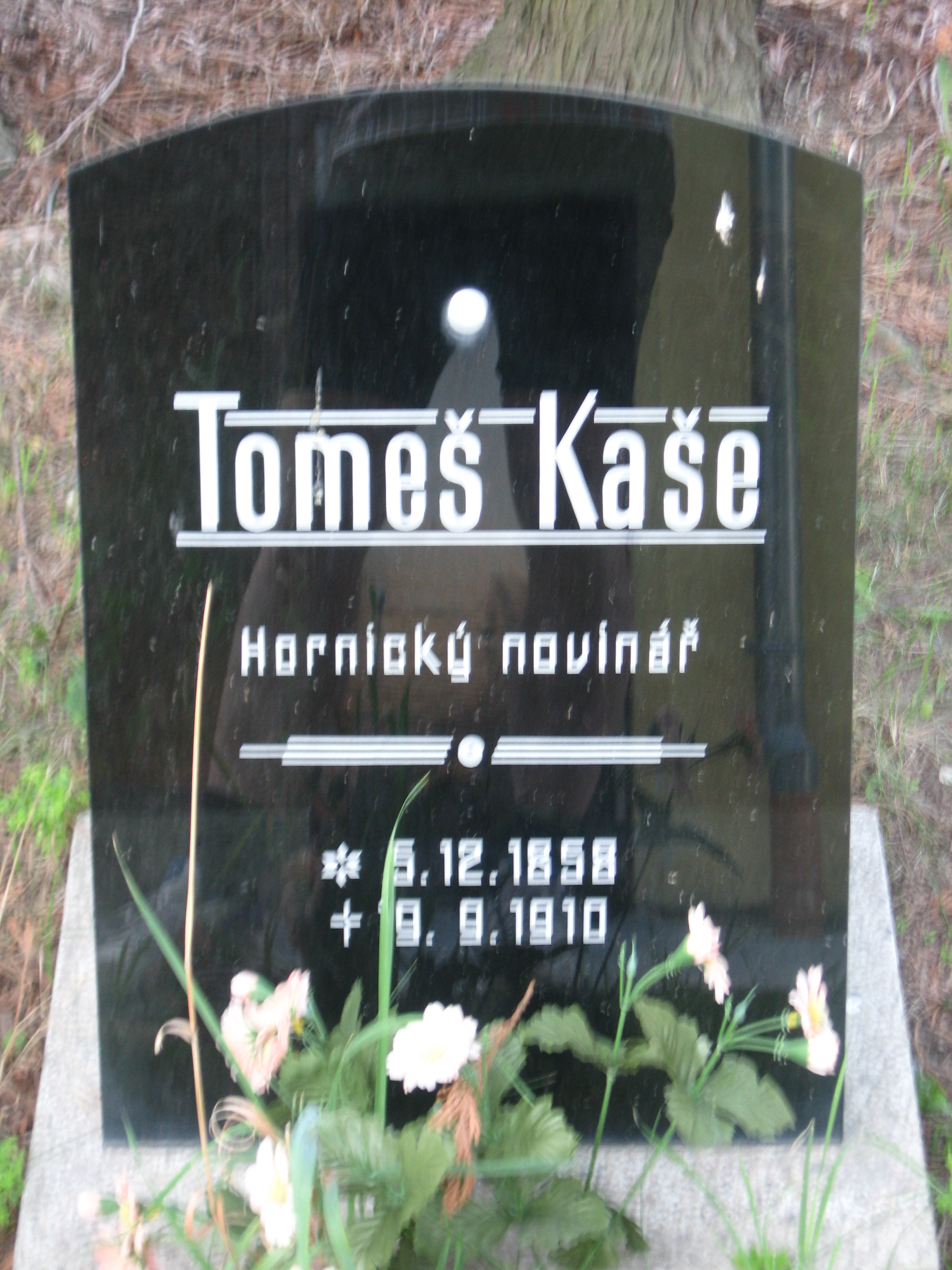
Hrob Tomeše Kaše na hřbitově v Duchcově

Tomeš Kaše, pseudonym Tóma Hořovský (5. prosince 1858 Kladno – 19. srpna 1910 Řetenice), byl český horník a novinář.

## Život
Tomáš Kaše se narodil na Kladně v rodině přidavače v hutích Vincence Kaše a jeho ženy Anny rodem Snopkové. Vyrůstal ještě se dvěma mladšími sourozenci, sestrou Karolínou a bratrem Vincencem. Prostředí ve kterém žil, bylo protkáno stávkovým a potažmo i odborářským hnutím. Sám absolvoval několik tříd kladenské obecné školy a již od dvanácti let byl nucen fárat do dolů. Jelikož sám toužil po vzdělávání, v roce 1880 inicioval založení Čtenářské besedy v Třebušicích, později působil i ve stejnojmenném spolku v lázeňských Teplicích.
V roce 1887 utrpěl v dole těžký úraz na hlavě, který měl za následek částečnou ztrátu sluchu. V důsledku úrazu již nemohl fárat do dolu, vzhlédl se v literatuře, hodně četl a pod pseudonymem Tóma Hořovský psal drobné prózy ze života horníků. V lednu roku 1890 stál u zrodu odborového hnutí horníků a rovněž zastával pozici redaktora mosteckého časopisu „Na zdar“. V roce 1893 napsal článek o příčinách katastrofy na dole Pokrok u Duchcova, který vzedmul vlnu pohoršení a měl za následek jeho vypovězení z Mostecka.
V témže roce odešel Tomeš Kaše do Ostravy, kde později vydával „Odborné listy“ a působil rovněž v hornickém spolku Pokrok. V březnu roku 1895 se vrátil na sever Čech a v Duchcově vydával časopis „Hlas dělníků hornicko-hutnických“. V listopadu roku 1896 se spolu s Hynkem Holubem poprvé pokoušel založit list „Duch českého severu“ a předchozím samostudiem se zdokonalil natolik, že havířům sepisoval různé úřední žádosti a stížnosti.
Počátkem 20. století působil v redakci listu „Horník“, který vydával František Hajšman v Lomu, Ledvicích i Košťanech. Od konce roku 1907 byl redaktorem duchcovských „Hornických listů“, kde prožil závěr života spolu s Václavem Draxlem a Aloisem Šeflem. Tomeš Kaše zemřel 19. srpna 1910 po vážné operaci v řetenické nemocnici. Následně byl pohřben na duchcovském hřbitově a jeho pohřbu se prý zúčastnilo několik tisíc horníků.
Téměř z ročním odstupem byl na hřbitově v Duchcově odhalen náhrobek, který byl pořízen z dělnických sbírek. Zničen byl za okupace a v symbolické podobě obnoven v roce 2008.